# Loïc Lerouge
Loïc Lerouge (ur. 21 stycznia 1977) – francuski lekkoatleta, specjalizujący się w biegu na 400 m.

## Najważniejsze osiągnięcia
| Rok  | Rodzaj zawodów            | Miasto | Konkurencja        | Miejsce | Wynik   |
| ---- | ------------------------- | ------ | ------------------ | ------- | ------- |
| 1997 | Halowe mistrzostwa Świata | Paryż  | Sztafeta 4 x 400 m | 3       | 3:09,68 |
| 2002 | Halowe mistrzostwa Europy | Wiedeń | Sztafeta 4 x 400 m | 2       | 3:06,42 |

## Rekordy życiowe
- Bieg na 400 m - 46.60 (1998)